# Hans Stark
Hans Stark (Darmstadt, 14 giugno 1921 – Darmstadt, 29 marzo 1991) è stato un militare tedesco delle Waffen-SS e capo dello smistamento prigionieri circa le ammissioni al campo di concentramento di Auschwitz.

## Biografia

### Carriera nelle SS
Stark seguì la scuola elementare di Darmstadt dal 1927 fino al 1931, ricevendo inoltre dal padre, ufficiale di polizia, una rigida educazione di impronta prussiana. Stark, non riuscendo ad essere all'altezza delle aspettative del padre, nel 1937 fece richiesta per entrare nella Wehrmacht, ma fu respinto a causa della giovane età. Tentò così di entrare nelle Waffen SS, riuscendoci. Stark, entrò nelle SS-Totenkopf "testa di morto" nel mese di dicembre, come la più giovane recluta (per accedervi fu infatti necessario il permesso scritto dal padre).
A sedici anni e mezzo fu inviato a Oranienburg, dove ricevette un indottrinamento di stampo nazista. Dopo sei mesi di formazione base ricevette il permesso di licenza per una visita a casa, dopo che gli fu severamente vietato di rivelare ciò che stava accadendo nei campi di concentramento. Nel 1938 gli fu assegnato il compito di guardia e smistamento prigionieri nel campo di concentramento. Suo padre si accorse che era depresso, e per questo motivo cercò di convincerlo a congedarsi, senza però riuscirvi.

### Il ruolo attivo ad Auschwitz
Alla fine del 1940, raggiunto il grado di SS-Unterscharführer, Stark fu inviato ad Auschwitz, dove assunse il ruolo di Blockführer (capo-Block). Nel 1941 fu condotto nel dipartimento politico e divenne capo del dettaglio di ammissione.
Stark scrive:
Stark partecipò inoltre a molte uccisioni dei prigionieri con il gas, prima con il monossido di carbonio e poi con lo zyklon B. Nel settembre 1942 fu promosso al grado di SS-Oberscharführer (maresciallo). Alla fine dell'anno si iscrisse all'Università di Francoforte, dove per un semestre studiò legge. Dopo aver frequentato un corso delle SS-Junkerschule, fu promosso a SS-Untersturmführer (sottotenente) nel novembre 1944..

### Il dopoguerra
Stark fu catturato dai sovietici all'inizio di maggio del 1945, riuscendo tuttavia a fuggire pochi giorni dopo. Successivamente lavorò presso delle aziende agricole nella zona occupata dai sovietici. Nell'autunno del 1946 iniziò a studiare agraria presso l'Università di Giessen, ma dovette interrompere gli studi a causa del procedimento di denazificazione. Riuscì comunque a riprendere gli studi e, nel 1953, diventò assessore. Lo stesso anno si sposò, e dal matrimonio ebbe due figli.

### Processo
Fino al suo arresto, avvenuto nel 1959, Stark insegnò agraria nelle scuole, dando anche consulenza aziendale alla camera dell'agricoltura di Francoforte. Fu sottoposto a custodia cautelare dalla fine del 1963 fino alla metà del maggio 1964. Gli interrogatori della polizia permisero, grazie alle confessioni di Stark, di fare luce su molti misteri del nazismo. Nell'agosto del 1965, al processo di Francoforte, venne condannato a dieci anni di carcere per almeno 44 casi di omicidi, pena massima prevista per un minorenne. Il padre di Stark, dopo vari e vani tentativi di far lasciare al figlio le SS, si colpevolizzò per non essere riuscito a dissuaderlo e si tolse la vita. Stark, che venne rilasciato nel 1968, morì il 29 marzo 1991.